# Zafrilla
Zafrilla – gmina w Hiszpanii, w prowincji Cuenca, w Kastylii-La Mancha, o powierzchni 106,19 km². W 2011 roku gmina liczyła 88 mieszkańców.